# Río Maniqui
Río Maniqui är ett vattendrag i Bolivia.   Det ligger i departementet Beni, i den centrala delen av landet, 500 km norr om huvudstaden Sucre.
Omgivningarna runt Río Maniqui är huvudsakligen savann. Runt Río Maniqui är det mycket glesbefolkat, med 2 invånare per kvadratkilometer.